# Комло
Комло (угор. Komló) — місто в медьє Бараня в Угорщині, адміністративний центр Комлоського району. Місто займає площу 46,55 км  2 , на якій в 2009 році проживало 25 881 жителів.

## Клімат
Місто знаходиться у зоні, котра характеризується вологим континентальним кліматом з теплим літом. Найтепліший місяць — липень із середньою температурою 20.6 °C (69 °F). Найхолодніший місяць — січень, із середньою температурою -1.1 °С (30 °F).
| Клімат Комло            | Клімат Комло | Клімат Комло | Клімат Комло | Клімат Комло | Клімат Комло | Клімат Комло | Клімат Комло | Клімат Комло | Клімат Комло | Клімат Комло | Клімат Комло | Клімат Комло | Клімат Комло |
| Показник                | Січ.         | Лют.         | Бер.         | Квіт.        | Трав.        | Черв.        | Лип.         | Серп.        | Вер.         | Жовт.        | Лист.        | Груд.        | Рік          |
| Середня температура, °C | −1           | 2            | 5            | 12           | 16           | 20           | 21           | 21           | 17           | 12           | 7            | 0            | 11           |
| Норма опадів, мм        | 43           | 42           | 42           | 60           | 65           | 101          | 79           | 62           | 61           | 30           | 63           | 56           | 703          |
| ----------------------- | ------------ | ------------ | ------------ | ------------ | ------------ | ------------ | ------------ | ------------ | ------------ | ------------ | ------------ | ------------ | ------------ |
| Джерело: Weatherbase    |              |              |              |              |              |              |              |              |              |              |              |              |              |

## Галерея

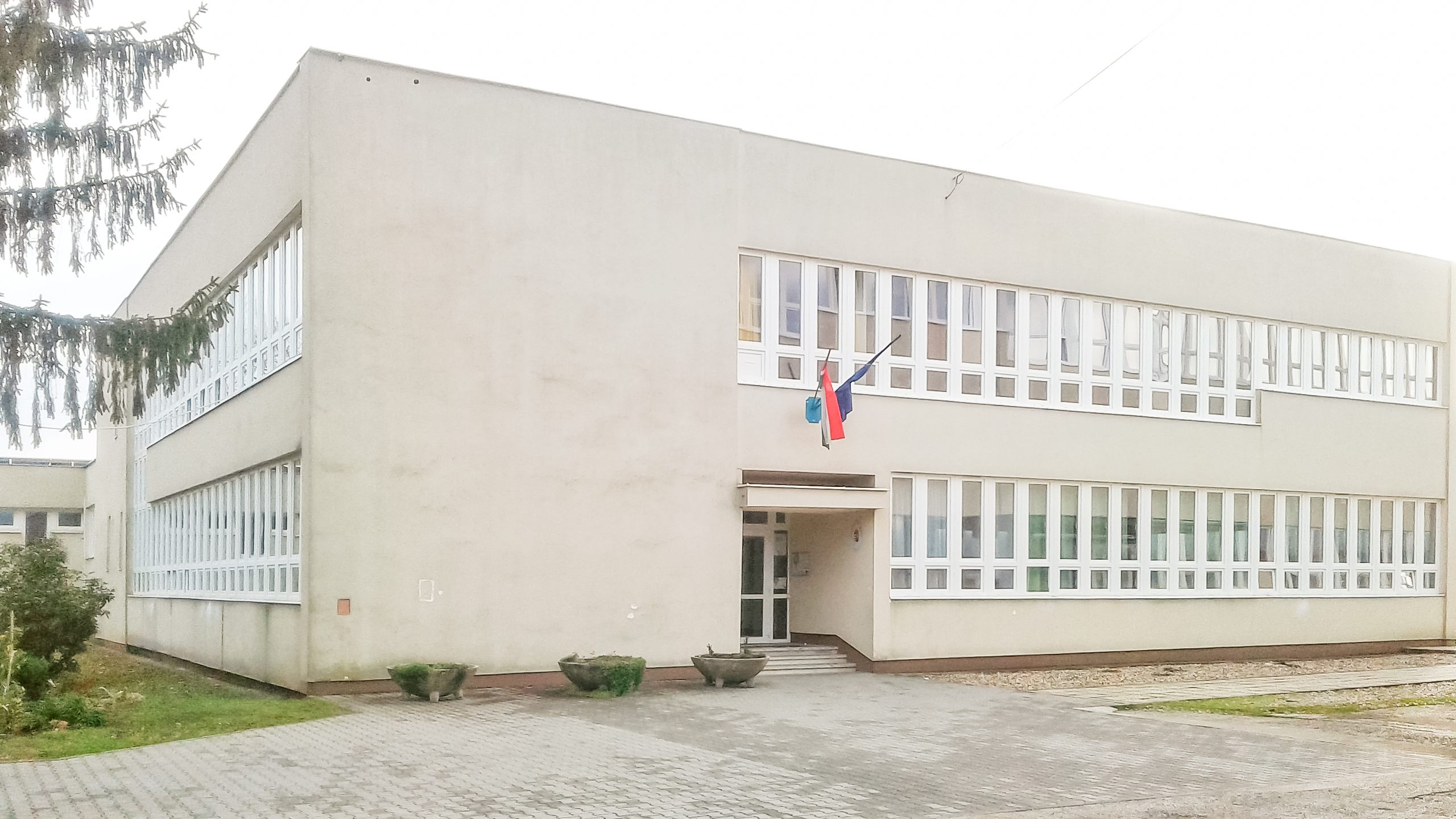
Гімназія Надь Ласло
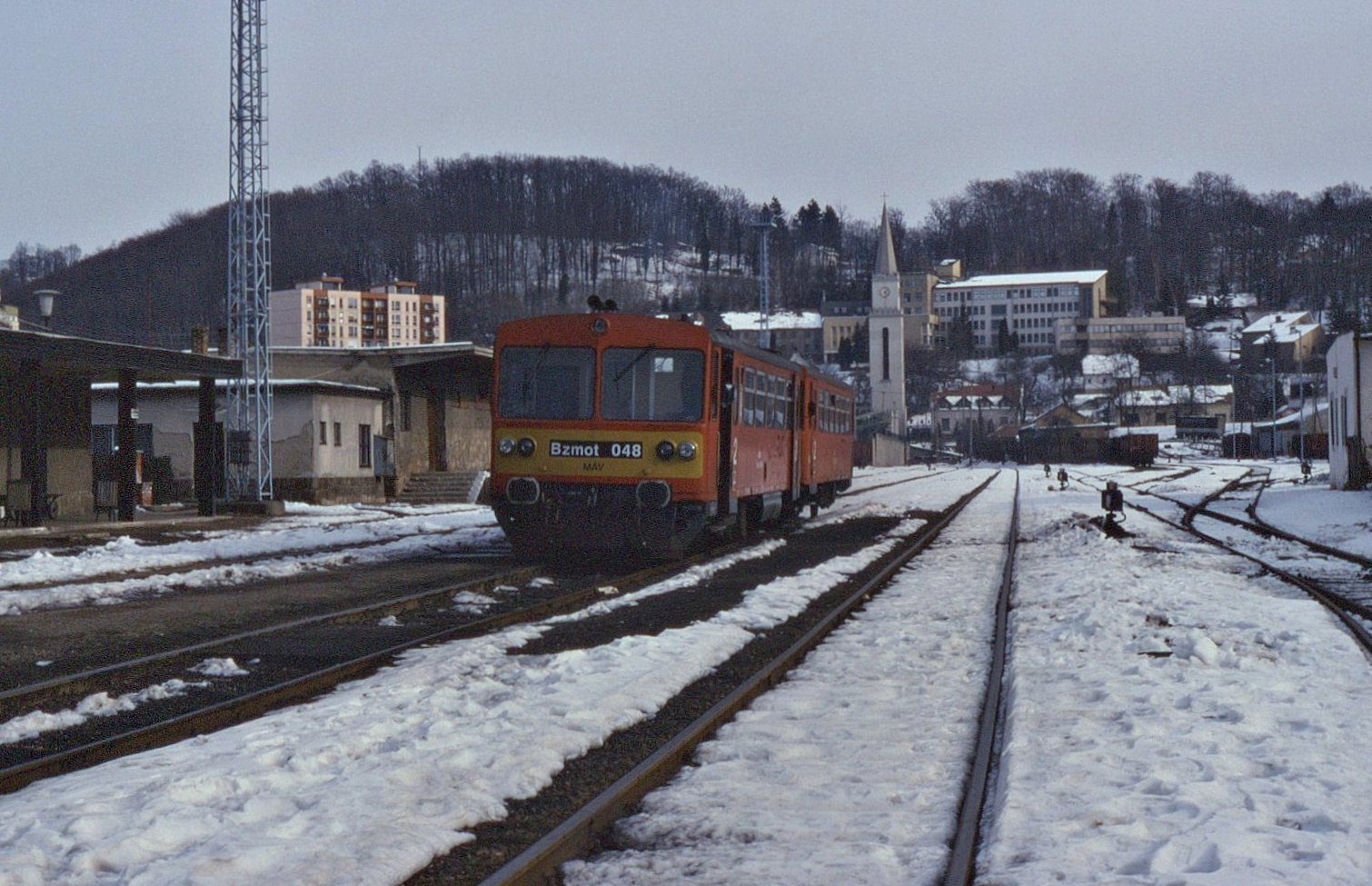
Залізничний вокзал
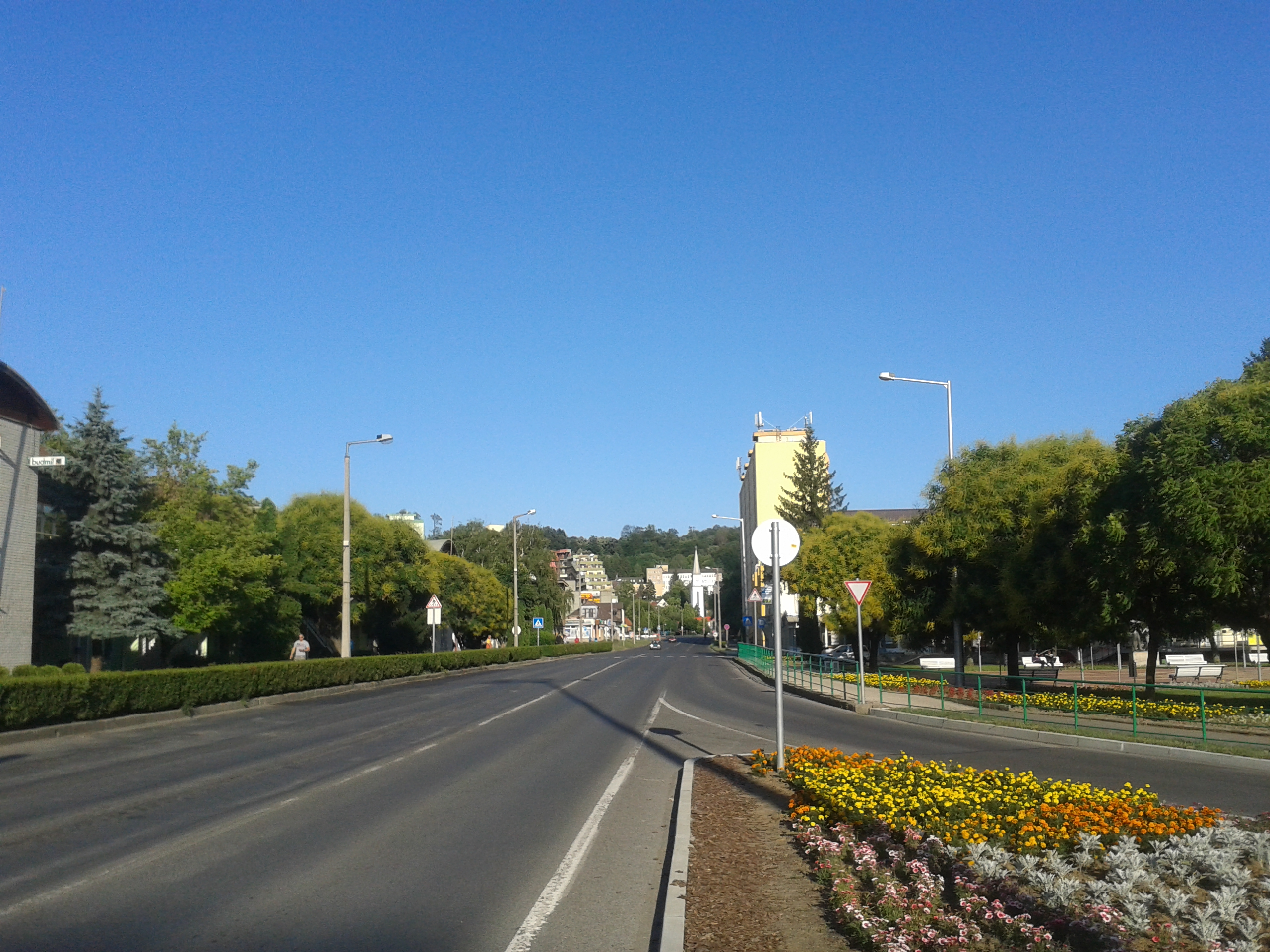
Центр міста

## Міста-побратими
- Ераньї, Франція
- Неккартенцлінген, Німеччина
- Беюш, Румунія
- Валпово, Хорватія
- Торриче, Італія
- Пирятин, Україна